# Шепетівський округ
Шепеті́вський о́круг — адміністративна одиниця СРСР. Існувала в 1935–1937 роках у складі Вінницької області УСРР. Центр — місто Шепетівка.

## Історія
Шепетівський округ був створений відповідно до постанов ЦВК СРСР від 1 квітня 1935 року «Про утворення в УСРР шести округів» і ВУЦВК від 4 травня 1935 року «Про утворення округів на території Київської і Вінницької областей» (затверджена постановою третьої сесії ВУЦВК XIII скликання від 12 лютого 1936 року «Про затвердження постанов, ухвалених Президією ЦВК УСРР у період між VI сесією ЦВК XII скликання і III сесією ЦВК XIII скликання»).
До його складу ввійшли 10 районів:
1. Антонинський (центр — село Антонини)
2. Берездівський (село Берездів)
3. Грицівський (село Гриців)
4. Ізяславський (місто Ізяслав)
5. Ляховецький (село Ляхівці)
6. Плужнянський (село Плужне)
7. Полонський (смт Полонне)
8. Славутський (смт Славута)
9. Теофіпольський (село Теофіполь)
10. Шепетівський (місто Шепетівка)

Згодом Шепетівський район був ліквідований, а його територія ввійшла до Шепетівської міськради.
Згідно зі статтею V постанови ЦВК СРСР від 22 вересня 1937 року «Про поділ Харківської області на Харківську і Полтавську, Київської — на Київську і Житомирську, Вінницької — на Вінницьку і Кам'янець-Подільську та Одеської на Одеську і Миколаївську області» округи у Вінницькій і Київській областях (у тому числі Шепетівський) були ліквідовані. Територія округу ввійшла до новоствореної Кам'янець-Подільської області.

## Керівники округи

### Перші секретарі окружного комітетуКП(б)У
- Горлинський Кирило Іванович (1935—1937)

### Голови окружного виконавчого комітету
- Копил Олександр Іванович (1935—1937)